# Rolf Lidberg
Rolf Jonas Lidberg (* 26. Mai 1930 in Järkvissle (Liden), einem Dorf in der heutigen Gemeinde Sundsvall in Medelpad (heute Västernorrlands län) am Indalsälven, Schweden; † 15. Februar 2005 in Schweden) war schwedischer Künstler und Botaniker. Bekannt wurde er vor allem durch seine Gemälde und Bücher mit Bildern von Trollen, die das alte Leben am Fluss Indalsälven darstellen, bevor der Fluss ausgebaut wurde. Seine Trolle waren sehr menschlich, und in der Regel dargestellt mit Tätigkeiten in der Natur, wie Pilze sammeln oder Angeln oder lagen einfach nur im Wald und schauten in den Himmel.
Lidbergs Hauptinteresse galt der Botanik und Mykologie, den Beginn hierfür machte sein Interesse an Orchideen. Er war Gründungsmitglied der mykologischen Gesellschaft von 1970 in Sundsvall.

## Kindheit und Jugend
Rolf Lidberg wurde 1930 in Järkvittsle (heute Järkvissle geschrieben) in der Gemeinde
Liden am Fluss Indalsälven in der historischen Provinz Medelpad geboren. Er war das einzige Kind von Adele und Mauritz Lidberg. Sein Vater war Forstarbeiter, aber auch Maler und Fotograf.
Der Ort, in dem Lidberg aufwuchs, liegt nahe der Grenze zu der historischen Provinz Jämtland. Järkvissle war damals ein ziemlich großes Dorf, in dem die meisten Menschen in der Landwirtschaft sowie in der Forstwirtschaft und im Holzeinschlag arbeiteten. Das Tagelöhnerdorf befand sich auf dem Stenhammarn. Von dort hatte man einen kilometerweiten Blick auf das Tal. Dieser Ort und Lidbergs Aufwachsen hier hatte einen großen Einfluss auf sein späteres Schaffen. Die Landschaft dort war in hohem Maße anders als heute. In Lidbergs Kindheit war der Unterlauf des Flusses Indalsälven noch unreguliert. Mitte der 1950er Jahre wurden die Kraftwerke Järkvissle und Bergeforsen gebaut. Dadurch wurde der reißende Fluss in eine Reihe von Seen verwandelt. Vor dessen Ausbau war der Fluss das Lebenselixier des Dorfes. So versorgte er die
Haushalte mit Lachs und wurde auch für den Transport genutzt. Die Ufer waren wichtige Futterplätze.
Als Lidberg fünfzehn Jahre alt war, zog er nach Sundsvall, wo er eine Stelle als Dakorateur erhalten hatte.

## Künstler
1946 wurde in der Eisenwarenhandlung in Sundsvall eine Ausstellung von Lidbergs Zauberbildern organisiert. Im folgenden Sommer wurde Lidberg nach Stockholm eingeladen, wo der Kunsthistoriker Nils Palmgren sich um ihn kümmerte. Es folgten mehrere Jahre in Stockholm, in denen Lidberg verschiedene freiberufliche Aufträge als Illustrator und Zeichner sowie einigen Kunstkursen erhielt. Ein Stipendium ermöglichte eine Reihe von Bildern für die Wochenzeitschrift Året Runt in den späten 1940er Jahren. Im Jahr 1952 reiste er nach Savoyen in den französischen Alpen. Dort begann er, Orchideen zu zeichnen. Im Jahr 1953 erhielt Lidberg ein Stipendium für ein Kunststudium in Florenz an der Accademia di Belle Arti.

## Interessengebiete: Botanik und Mykologie

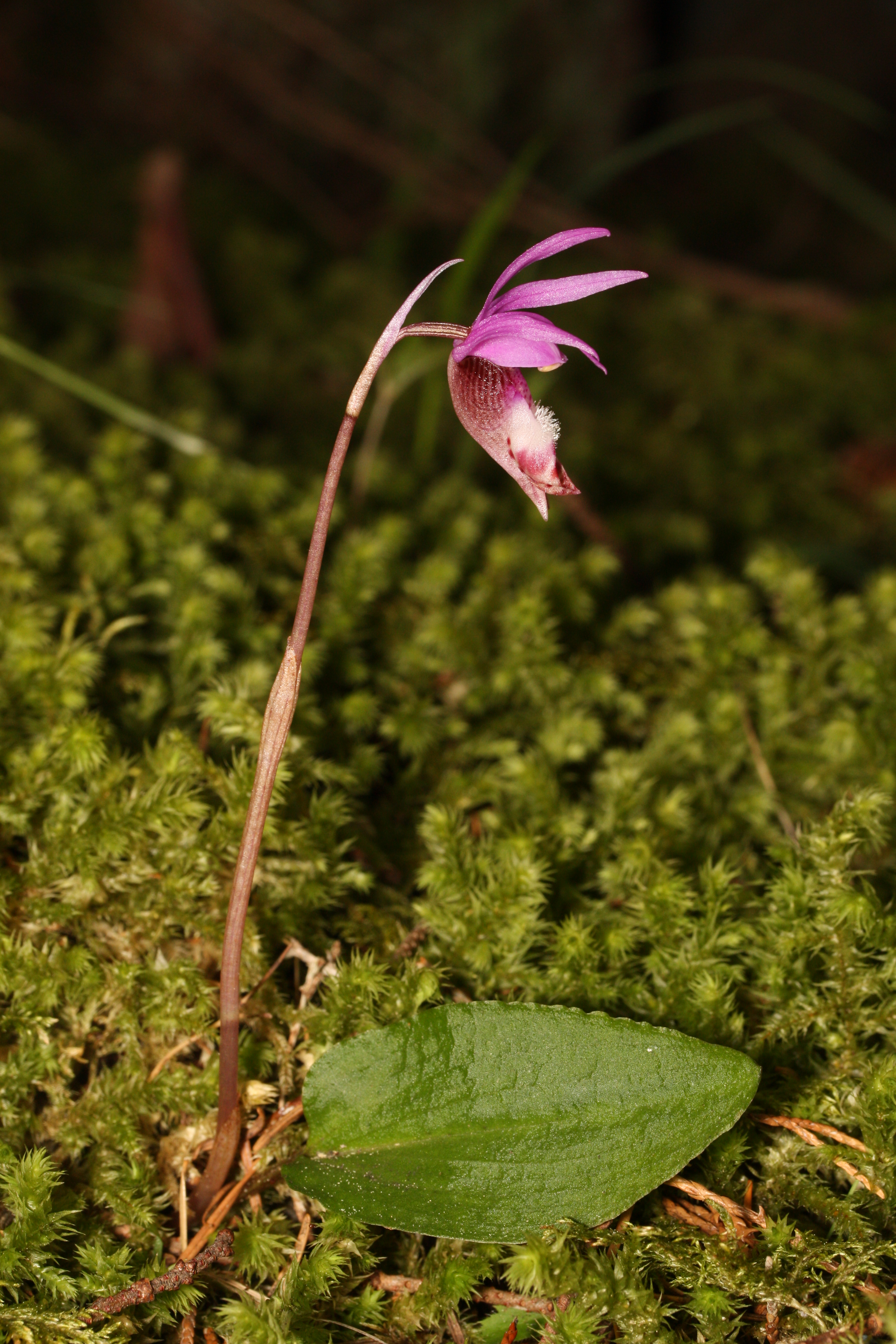
Die Norne (Calypso bulbosa)

Als Lidberg 25 Jahre alt war, begann er sich ernsthaft für die Botanik zu interessieren. So beschreibt er in seinem Tagebuch einen Besuch in einem neu entdeckten Lebensraum für die Norne, dem Knabenkraut Calypso bulbosa, in Skilsåker an der Küste von Tynderö.
Lidberg zog 1954 von Stockholm zurück nach Sundsvall. Er bekam einen Auftrag als Illustrator für das Forstwirtschaftsunternehmen SCA (Svenska Cellulosa AB), eine Zusammenarbeit, die mit Unterbrechungen über zwanzig Jahre andauern sollte. SCA war der wichtigste Arbeitgeber in Sundsvall. Er unternahm zahlreiche botanische Reisen in seinem Leben. Zum Malen und Zeichnen der unterschiedlichsten Gewächse reiste Lidberg durch ganz Europa. Längere Zeit verbrachte er in Sizilien, wo ihm die Ehrenbürgerschaft der Stadt Geraci Siculo verliehen wurde.
Lidberg war Gründungsmitglied der Mykologischen Gesellschaft von Sundsvall (Sundsvalls Mykologiska Sällskap) und von 1970 bis 1974
deren Vorsitzender.

## Hauptmotive seiner Bilder: Trolle und Pflanzen
Weite Bekanntheit erhielten seine Gemälde und Bücher mit Bildern mit Trollmotiven, die das alte Leben am Indalsälven darstellen, bevor der Fluss ausgebaut wurde. Die von ihm gemalten Trolle waren sehr menschlich, und in der Regel dargestellt mit Tätigkeiten in der Natur, wie Pilze sammeln oder Angeln oder lagen einfach nur im Wald und schauten in den Himmel.
Im Jahr 1980 gründete Lidberg im Alter von fünfzig Jahren seine Trollgalerie (Trollska-Galeriet). Nach über zwanzig Jahren in Sundsvall zog die Trollgalerie in Lidbergs Heimatdorf Järkvissle um. Dort gibt es auch ein Trolldorf mit Café, Naturraum und Rolf-Lidberg-Museum.
Stefan Grundström schreibt 2012 in der Svensk Botanisk Tidskrift (Schwedischen Botanischen Zeitschrift) über Lidberg: „Charaktere aus seinem Heimatort bevölkerten die Gemälde, und er selbst wurde im Laufe der Jahre immer mehr zu einem porträtartigen Trollvater.“ Lidbergs Troll-Gemälde enthalten daher mitunter einen Troll, der Lidberg ähnlich sieht; eines seiner Trollgemälde ist auch als Selbstporträt betitelt. In NSD (Norrländska Socialdemokraten ) stand 2013: „Hans yttre gestalt hade en hel del av troll över sig, men även något av fascinerande folklighet. Detta var också helt i samklang med hans konstnärliga skapande känt av den stora allmänheten. Troll och växter utgjorde hans viktigaste motivkrets“. Auf Deutsch: „Seine äußere Erscheinung hatte viel Trolliges, aber auch etwas von faszinierender Beliebtheit an sich. Dies entsprach auch ganz seinem künstlerischen Schaffen, das der breiten Öffentlichkeit bekannt war. Trolle und Pflanzen waren seine Hauptmotive. Plakate, Postkarten und Zeitschriftenillustrationen gehörten zu seiner reichen Produktion.“

## Trollmotive im Vergleich
Die Trolle in Lidbergs Bildern wirken laut Stefan Grundström freundlich und fröhlich, im Gegensatz zu den Trollen von Einar Norelius (1900–1985) und John Bauer (1882–1918). Der Norweger Theodor Kittelsen (1857–1914), der vor Lidbergs Zeit Trolle zeichnete und malte, dürfte ein wichtiges Vorbild gewesen sein. In Lidbergs Gemälde der Wollgras pflückenden Trolle gibt es ein Motiv, das unzweifelhaft Kittelsens Werk „Prinsessen som sanker myrull“ zum Vorbild hat.

## Fernsehen
In den frühen 1980er Jahren wurde im schwedischen Fernsehen eine Serie mit drei Sendungen über Rolf Lidberg mit dem Titel „Ein Mann und seine Blumen“, ausgestrahlt. Er machte auch einige Sendungen unter dem Titel „Streifzug auf Teneriffa“. Teneriffa hatte er mehrfach besucht.